# Annika Lurz
Annika Lurz; wcześniej Liebs (ur. 6 września 1979 w Karlsruhe), była niemiecka pływaczka specjalizująca się w stylu dowolnym i stylu grzbietowym, medalistka mistrzostw Świata i Europy.
Jej mężem jest Stefan Lurz, jej trener, a szwagrem - Thomas Lurz, niemiecki pływak na otwartym akwenie.
W 2009 r. zakończyła karierę sportową.